# Sovande zigenerska
Sovande zigenerska (franska: La Bohémienne endormie) är en oljemålning av den franske naivistiske konstnären Henri Rousseau. Den är målad 1897 och ingår sedan 1939 i samlingarna på Museum of Modern Art i New York.
Rousseau ställde ut Sovande zigenerska på independenternas trettonde salong 1897. Han var självlärd och skildrade ofta i ett oskolat naivt manér fantasifulla och exotiska motiv – trots att han själv aldrig lämnade Frankrike. 
Konstnären beskrev själv att bilden visade en kringvandrande mandolinspelare som utmattad lagt sig bredvid sitt vattenkrus för att sova. Ett lejon passerar förbi, känner hennes doft men låter henne vara. Där är ett stämningsfullt poetiskt månsken.